# Haruka Ayase
Haruka Ayase (綾瀬 はるか Ayase Haruka?,  Asaminami, Hiroshima, 24 de marzo de 1985), cuyo verdadero nombre es Aya Tademaru (蓼丸 綾 Tademaru Aya?), es una actriz y cantante japonesa, así como también ex-gravure idol.

## Biografía

### Primeros años
Ayase nació el 24 de marzo de 1985 en la ciudad de Asaminami, prefectura de Hiroshima. Su familia consiste en su padre, su madre y una hermana. En su juventud estaba interesada en el deporte, jugó al baloncesto durante la escuela secundaria y llegó a competir en la región de Chugoku Ekiden. Luego, durante su primer año en la escuela secundaria superior, Ayase comenzó su carrera en el mundo del espectáculo con éxito en una audición para la 25ª Caravana de Talentos de Horipro. Al principio sus padres se opusieron a que su hija siguiera una carrera en el mundo del entretenimiento, pero cedieron una vez que se dieron cuenta de su vocación.

### Carrera
Desde 2001, comienza a aparecer en series y programas de televisión de forma más masiva, y también lanza su primer libro de fotografías llamado "birth". En 2002 en el cine fue al interior del cortometraje Justice, producido por Jam Films.
En 2006, comienza su carrera como cantante lanzando su primer sencillo, Period, tema escrito por Kaori Mochida y Takeshi Kobayashi. El 24 de marzo de 2006, lanzó su primer sencillo, titulado "Period" (ピリオド Piriodo?).
En 2001, lanzó el álbum de fotos: "Birth" y en 2004, "Heroine". Ha publicado sus álbumes de fotos constantemente y, recientemente, lanzó el álbum de fotos "SEA STORIES Haruka Ayase" en 2015, cuando tenía 30 años. El último que lanzó fue "BREATH" en 2017.

## Filmografía

### Dramas
| Año  | Drama                                                                   | Personajes       | Empresa de radiodifusión |
| ---- | ----------------------------------------------------------------------- | ---------------- | ------------------------ |
| 2001 | Kindaichi Shonen no Jikembo II SP                                       | Tomoko Ninomiya  | TBS                      |
| 2001 | Cosmo Angel                                                             | Haruka           | Tokai TV                 |
| 2002 | Kaze no Bon kara                                                        | Aki Sugimura     | NHK                      |
| 2003 | Hontō ni Atta Kowai Hanashi                                             | Misaki Onose     | Fuji TV                  |
| 2003 | Boku no Ikiru Michi                                                     | Megumi Sugita    | Fuji TV                  |
| 2003 | Blackjack ni Yoroshiku                                                  | Risako Tsubaki   | TBS                      |
| 2003 | Otoko Yu                                                                | Mina Matsuura    | Fuji TV                  |
| 2003 | Taikoki                                                                 | Shino            | Fuji TV                  |
| 2004 | Kōfuku no Ōji                                                           | Mayu Mitsuishi   | NTV                      |
| 2004 | Hontō ni Atta Kowai Hanashi                                             | Chisato Nakamura | Fuji TV                  |
| 2004 | Kyokugensuiri Colosseum                                                 | Ami Shinozaki    | NTV                      |
| 2004 | Fuyuzora ni Tsuki wa Kagayaku                                           | Hanako Imamiya   | Fuji TV                  |
| 2004 | Sore wa, Totsuzen, Arashi no yō ni...                                   | Saho Makino      | TBS                      |
| 2004 | Sekai no Chuushin de, Ai wo Sakebu                                      | Aki Hirose       | TBS                      |
| 2004 | Ai kurushii                                                             | Michiru Majiba   | TBS                      |
| 2005 | Akai Unmei                                                              | Naoko Shimazaki  | TBS                      |
| 2006 | Satomi Hakkenden                                                        | Hamaji           | TBS                      |
| 2006 | Byakuyakō                                                               | Yukiho Karasawa  | TBS                      |
| 2006 | Hero SP                                                                 | Ririko Izumitani | Fuji TV                  |
| 2006 | Tatta Hitotsu no Koi                                                    | Nao Tsukioka     | NTV                      |
| 2007 | Hotaru no Hikari                                                        | Hotaru Amemiya   | NTV                      |
| 2008 | Shikaotoko Aoniyoshi                                                    | Michiko Fujiwara | Fuji TV                  |
| 2008 | Rookies                                                                 | Kyoko Mikoshiba  | TBS                      |
| 2009 | Kurobe no Taiyō                                                         | Sachie Takiyama  | TBS                      |
| 2009 | Mr. Brain                                                               | Kazune Yuri      | TBS                      |
| 2009 | Jin                                                                     | Saki Tachibana   | TBS                      |
| 2010 | Hotaru no Hikari 2                                                      | Hotaru Amemiya   | NTV                      |
| 2011 | Jin 2                                                                   | Saki Tachibana   | TBS                      |
| 2011 | Nankyoku Tairiku: Kami no Ryōiki ni Idomunda Otoko to Inu no Monogatari | Miyuki           | TBS                      |
| 2013 | Yae no Sakura                                                           | Niijima Yae      | NHK                      |
| 2014 | Kyō wa Kaisha Yasumimasu.                                               | Hanae Aonishi    | NTV                      |
| 2016 | Moribito: Guardian of the Spirit                                        | Balsa            | NHK                      |
| 2016 | Never Let Me Go                                                         | Kyoko Hoshina    | TBS                      |
| 2017 | Caution, Hazardous Wife                                                 | Nami Isayama     | NTV                      |
| 2019 | Idaten                                                                  | Suya Haruno      | NHK                      |

### Películas
| Año  | Título | Personajes                    |
| ---- | --- | ----------------------------- |
| 2002 | Justice | Hoshi                         |
| 2004 | Amemasu no Kawa                                                                                            | Sayuri Takakura               |
| 2005 | Los Increíbles                                                                                             | Violet Parr (Doblaje japonés) |
| 2005 | New Horizon                                                                                                | Sayako                        |
| 2005 | Sengoku Jieitai 1549                                                                                       | Nohime                        |
| 2006 | Taberuki shinai                                                                                            | Nao                           |
| 2007 | Hero | Ririko Izumitani              |
| 2008 | Cyborg She (también conocida como "My Girlfriend is A Cyborg")                                             | The Girlfriend                |
| 2008 | Ichi | Ichi                          |
| 2008 | The Magic Hour                                                                                             | Natsuko Shikama               |
| 2008 | Happy Flight "Schillinghalf">Schilling, Mark. "Airplane flick tells only half the story." The Japan Times. | Etsuko Saitō                  |
| 2009 | Oppai Volleyball                                                                                           | Mikako Terashima              |
| 2009 | Rookies | Kyoko Mikoshiba               |
| 2009 | Oblivion Island: Haruka and the Magic Mirror                                                               | Haruka (Voz)                  |
| 2010 | The Incite Mill                                                                                            | Shoko Suwana                  |
| 2011 | Princess Toyotomi                                                                                          | Tadako Torii                  |
| 2012 | Hotaru no Hikari                                                                                           | Hotaru Amemiya                |
| 2012 | Himitsu no Akko-chan                                                                                       | Akko                          |
| 2012 | Anata e | Naoko                         |
| 2013 | Real | Atsumi                        |
| 2014 | All-Round Appraiser Q: The Eyes of Mona Lisa                                                               | Riko Rinda                    |
| 2015 | Our Little Sister                                                                                          | Sachi Kōda                    |
| 2015 | Galaxy Turnpike                                                                                            | Noe                           |
| 2016 | Kōdai-ke no Hitobito                                                                                       | Kie Hirano                    |
| 2016 | Fueled: The Man They Called Pirate                                                                         | Yuki                          |
| 2017 | Honnō-ji Hotel                                                                                             | Mayuko                        |
| 2018 | Tonight, At Romance Theater                                                                                | Miyuki                        |

### Documentales
- Hiroshima (2005)

## Discografía

### Sencillos
1. Period (ピリオド?) (24 de marzo de 2006).
2. Kousaten days (交差点days?) (13 de septiembre de 2006).
3. Hikoukigumo (飛行機雲?) (12 de diciembre de 2007).
4. "Māgaretto" (マーガレット?) (2010)

## Comerciales
- P&G (2003 - 2005)
- POCARI SWEAT (2005)

## Photobooks
- Birth (2001)
- HEROINE (2004)
- Tea spoon Vol. 2 Fanciful ~Featuring Ayase Haruka~ (2006)